# São Domingos de Rana
São Domingos de Rana (sɐ̃ũ duˈmĩguʃ dɨ ˈʁɐnɐ) ist eine Gemeinde (Freguesia) im Kreis (Concelho) von Cascais in Portugal. In São Domingos de Rana leben 59.238 Menschen (Stand 19. April 2021) auf einer Fläche von 20,4 km².
Zu den wichtigsten Sehenswürdigkeiten der Gemeinde gehört die römische Ausgrabungsstätte Villa romana de Freiria.

## Persönlichkeiten
Der renommierte Informatikprofessor José Luis Encarnação wurde 1941 hier geboren. Er gründete 1987 in Darmstadt das Fraunhofer-Institut für Graphische Datenverarbeitung und hat großen Anteil am Fortschritt der Computergrafik. Der Historiker Luís Filipe Thomáz wurde 1942 hier geboren.